# Ordine di San Vladimiro
La croce di San Vladimiro, in russo Орден Святого Владимира? fu un ordine cavalleresco fondato nel 1782 dalla zarina Caterina II di Russia in memoria di Vladimiro I di Kiev, gran principe di Kiev.

## Storia
L'ordine venne fondato da Caterina II di Russia il 22 settembre (3 ottobre) 1782, in occasione del 20º anniversario del suo regno, al fine di premiare ufficiali militari e funzionari statali civili distintisi per il loro operato.
L'ordine disponeva di un numero illimitato di membri, ma per la classe militare vi era una suddivisione interna delle classi basata sul grado. Nel 1787 venne stabilita l'assegnazione della medaglia di IV classe ai militari di qualsiasi grado che avessero prestato servizio per 35 anni consecutivi, con l'aggiunta però di un'apposita barretta con la scritta "35 anni" in oro sul nastro da petto.
Con il nuovo statuto dell'Ordine siglato martedì 22 luglio (3 agosto) 1845, lo zar impose che la IV classe fosse concessa automaticamente a quanti avessero prestato almeno 35 anni di servizio nelle cariche pubbliche, il che portò alla necessità di creare una barretta per "35 anni" da apporre sul nastro.
Nel 1850, per differenziare la classe civile da quella militare, vennero apposte due spade incrociate dietro la medaglia concessa ai militari.
Nel 1957, in commemorazione del 40º anniversario della restaurazione del patriarcato di Russia, l'ordine venne ricostituito dalla chiesa ortodossa russa.

## Classi
L'ordine disponeva di quattro classi di benemerenza sia civili che militari. Il nastro dell'ordine era rosso bordato di nero.
- I Classe - porta la placca sul lato sinistro del petto, corredata da una fascia dalla spalla destra al fianco sinistro alla quale sta appesa la medaglia dell'ordine.
- II Classe - porta la medaglia appesa al collo tramite un nastro e la stella sul lato sinistro del petto.
- III Classe - porta la medaglia appesa al collo tramite un nastro.
- IV Classe - porta la medaglia sulla parte sinistra del petto.

## Insegne
- La medaglia era una croce patente vitrea smaltata di rosso bordata di nero, con un disco centrale smaltato di nero con l'immagine di San Vladimiro accompagnata dal monogramma del Santo.
- La stella era a quattro punte d'argento, con una croce patente d'oro smaltata con le lettere "CPKB" circondata dal motto "Beneficenza, Onore e Gloria" (Pol'za Chest' i Slava).
- Il nastro era rosso con due strisce nere ai lati.

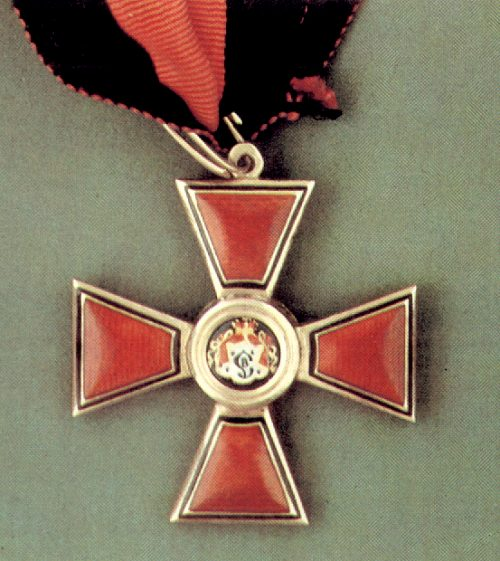
Medaglia zarista di III classe.
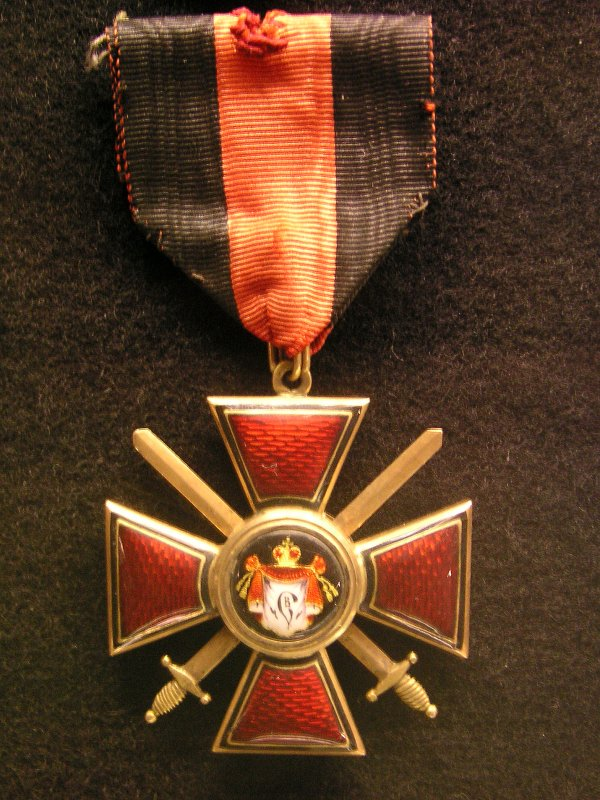
Medaglia zarista di I classe.

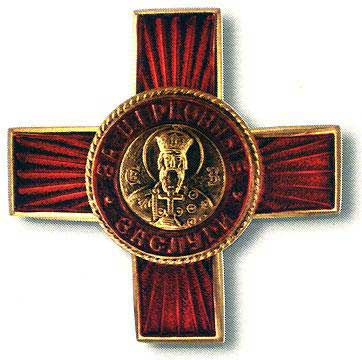
Medaglia moderna di III classe.
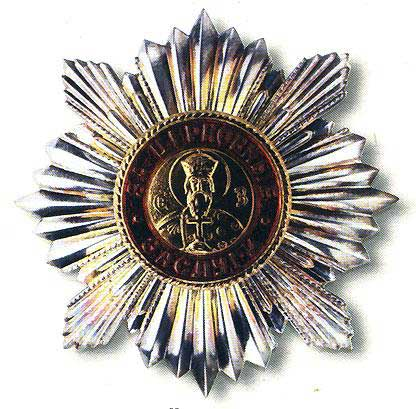
Medaglia moderna di II classe.
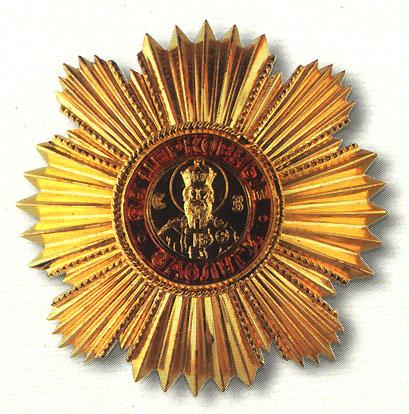
Medaglia moderna di I classe.